# High, Wide and Handsome
High, Wide and Handsome ist ein Filmmusical aus dem Jahr 1937 mit Irene Dunne unter der Regie von Rouben Mamoulian. Der Film vermengt etliche Genretypen vom Historiendrama über Western, Komödie bis hin zum klassischen Revuefilm.

## Handlung
1859 brennt das Zelt des reisenden Wunderdoktors Doc Watterson in Titusville, Pennsylvania, ab. Er und seine Tochter Sally finden Obdach bei der freundlichen Witwe Großmutter Cortland, die mit ihrem Enkel Peter eine kleine Farm bewirtschaftet. Peter und Sally verlieben sich ineinander. Während der Verlobungszeit beginnt Peter wie die anderen Farmer der Umgebung nach Öl zu suchen und stößt ausgerechnet am Hochzeitstag auf eine ergiebige Quelle. Der Fund löst einen wahren Boom in der Region aus. Gleichzeitig beginnt ein Streit mit dem Eisenbahnmagnaten Walter Brennan, der mit überhöhten Frachtraten die Kontrolle über alle Ölfelder der Gegend erreichen will. In der Zwischenzeit hat sich Sally mit der Salonsängerin Molly angefreundet, die sehr unter den bigotten Damen aus dem Kirchenvorstand zu leiden hat. Verärgert über Peter, der nur noch das Ölgeschäft im Sinn hat, brennt Sally gemeinsam mit Molly durch und beide schließen sich dem Wanderzirkus Bowers Carnival an. Sally macht rasch Karriere als Sängerin und erhält sogar ein Angebot von Ringling Bros. and Barnum & Bailey Circus. Doch dann erreicht sie die Nachricht, dass Peter in großer Not sei. Gemeinsam mit dem gesamten Zirkus kommt sie Peter zu Hilfe und dank einer Elefantenherde schaffen es alle gemeinsam, Walter Brennan und seine Gesellen aus der Stadt zu vertreiben.

## Hintergrund
Obwohl Irene Dunne 1930 als ausgebildete Sängerin nach Hollywood kam, trat sie nach Leathernecking erst 1934 in Stingaree wieder in einem Film mit zahlreichen Gesangsnummern auf. Nach weiteren Musicals wie Sweet Adeline, Roberta und Show Boat aus dem Jahr 1936 wurde die Schauspielerin in einem Atemzug mit Jeanette MacDonald, Alice Faye und Grace Moore genannt. Sie galt als führende Interpretin von Jerome Kern Songs und als sich Paramount Pictures Ende 1936 entschlossen, mit High, Wide and Handsome ebenfalls ein Musical mit Originalmusik von Kern und einem Libretto von Oscar Hammerstein II zu produzieren, war Irene Dunne die natürliche Wahl für die weibliche Hauptrolle. Nachdem der ursprünglich vorgesehene Gary Cooper eine Mitwirkung in dem Film abgelehnt hatte, ging seine Rolle an Randolph Scott, der bereits in Roberta der Partner von Dunne war. Kern und Hammerstein schrieben für Dunne die Solonummern: „High, Wide, and Handsome“, „The Simple Maiden“, „Can I Forget You?“ und vor allem die sehr populäre Ballade „The Folks Who Live on the Hill“, die Jahre später zur Erkennungsmelodie von Peggy Lee werden sollte. Für Dorothy Lamour wurden speziell die Nummer „The Things I Want“ komponiert. Mit Irene Dunne gemeinsam sang Lamour die Polka „Allegheny Al“. Insgesamt bemängelten die Kritiker jedoch, dass der Score unter dem üblichen Kern-Hammerstein Niveau geblieben sei und zu wenig eingängige Melodien zu bieten habe. Die Regie wurde Rouben Mamoulian übertragen, der zu Beginn der 1930er der einflussreichste Regisseur des Studios neben Ernst Lubitsch war, nach dem finanziellen Reinfall von Song of Songs mit Marlene Dietrich 1933 das Studio allerdings verlassen musste. Seine nachfolgenden Arbeiten erreichten nicht mehr das künstlerische Niveau seiner früheren Werke, doch hatte er bereits mit Love Me Tonight und The Gay Desperado sein Talent für Musicals unter Beweis gestellt.
Die Dreharbeiten begannen schließlich im Januar 1937 mit einem Budget von 750.000 US-Dollar. Als Drehzeit wurden 56 Tage veranschlagt. Schon bald plagten jedoch zahlreiche Probleme die Produktion. Eine Grippewelle wütete unter den fast 5.000 Statisten, dann suchten Stürme und Regenschauer die Crew heim. Schließlich verunglückten bei einem Unfall mehrere Mitglieder des technischen Stabes tödlich. Nach über fünf Monaten Drehzeit waren die Kosten schließlich auf 1.900.000 US-Dollar eskaliert und machten aus High, Wide, and Handsome die bis dahin teuerste Produktion in der Geschichte von Paramount. Das Studio versuchte, aus der Not eine Tugend zu machen, und vermarktete den Film als Großereignis mit erhöhten Eintrittspreisen von 2,20 US-Dollar, also deutlich mehr als das Doppelte des normalen Ticketpreises. Erste Previews verliefen allerdings ungünstig und Mamoulian musste den Film erneut schneiden. Am Ende schaffte es High, Wide, and Handsome nicht, die gewaltigen Investitionen wieder einzuspielen. Irene Dunne sollte kein weiteres reines Musical mehr drehen und sich danach erfolgreich auf Komödien und Melodramen konzentrieren.

## Kritiken
Die Kritiker waren zurückhaltend mit ihrem Lob.
Die New York Times meinte:

„[D]as ist kein Pfefferkuchenhaus mit einem Überzug aus Romantik, sondern ein Eintopf aus Fleisch und Kraft […]“

Das führende Branchenfachblatt Variety kam inhaltlich zum selben Ergebnis, wenn auch mit einer anderen Begründung:

„[E]ine Auswahl von Americana zusammengebastelt mit zu viel Hollywood-Schmuh.“